# Ernst-Wilhelm Stuckert
Ernst-Wilhelm Stuckert (* 26. März 1939 in Bremerhaven; † 13. Oktober 2024) war ein deutscher GAL-Politiker und Abgeordneter der Hamburgischen Bürgerschaft.

## Berufliches
Nach dem Erwerb der Mittleren Reife in Bremen machte Ernst-Wilhelm Stuckert von 1954 bis 1958 eine Ausbildung zum Matrosen der Handelsschifffahrt. Es folgten ein einjähriger Besuch der Seefahrtschule Bremen und von 1959 bis 1960 eine Fahrzeit auf See als Schiffsoffizier.
Das Abitur legte Stuckert 1962 nach einem zweijährigen Besuch des Abendgymnasiums Bremen ab. 1963 erwarb er auf der Seefahrtschule Bremen das Patent Steuermann Große Fahrt, A5. Anschließend erhielt er an der Seefahrtschule Hamburg das Patent Kapitän Große Fahrt.
Von 1970 bis 1973 studierte er Rechtswissenschaften an der Universität Hamburg. 1974 fand er Anstellung bei der Deutschen Texaco AG. Als Mitglied der Gewerkschaft Chemie-Papier-Keramik wählten ihn die Kollegen in den Betriebsrat.

## Politik
1980 wurde Stuckert Mitglied in der Partei Bündnis 90/Die Grünen. Auf Vorschlag der GAL zog er als Nachrücker im August 1984 – in der Mitte der Wahlperiode – als Abgeordneter in die Hamburger Bürgerschaft ein. Das war möglich, weil nach den Regularien der GAL das Rotationsprinzip galt. Danach mussten Abgeordnete der GAL nach der Hälfte ihrer gewählten Amtszeit zurücktreten, um weiteren Parteifreunden die Abgeordnetentätigkeit zu ermöglichen. Diese Vorschrift sollte die enge Anbindung der Mandatsträger an die Basis gewährleisten. Im Feierabendparlament war Stuckert bis Ende 1986 vor allem für den Verkehrsausschuss, den Eingabenausschuss und den Rechtsausschuss tätig.